# 拉马克 (吉伦特省)
拉马克（法語：Lamarque，法語發音：[lamaʁk]）是法国吉伦特省的一个市镇，属于莱斯帕尔梅多克区。

## 地理
拉马克（45°5'46"N, 0°43'4"W）面积8.91 平方千米，位于法国新阿基坦大区吉倫特省，该省份为法国西南部沿海省份，是法國本土面积最大的省，北起滨海夏朗德省，西临大西洋，南至朗德省，东南接洛特-加龍省，东临多爾多涅省。
与拉马克接壤的市镇（或旧市镇、城区）包括：屈萨克福尔梅多克、阿尔桑、布莱、利斯特拉克梅多克、梅多克地区穆利斯、普拉萨克。

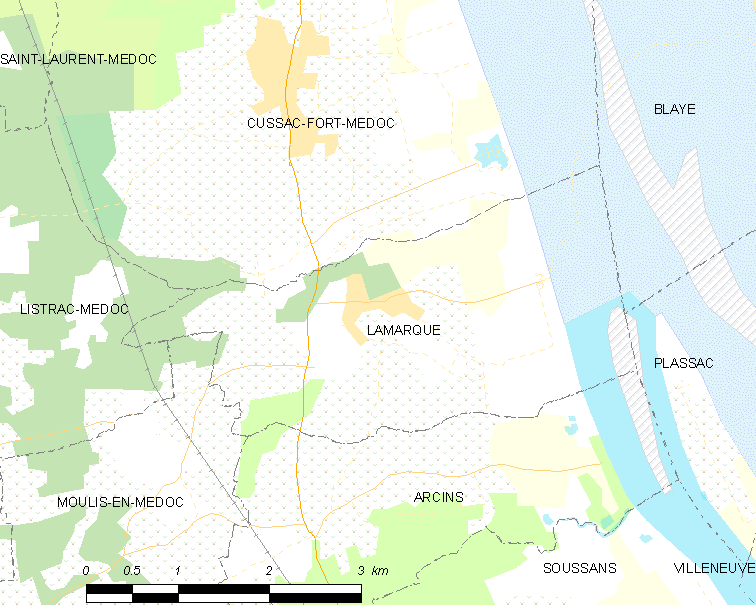
的OSM定位图

拉马克的时区为UTC+01:00、UTC+02:00（夏令时）。

## 行政
拉马克的邮政编码为33460，INSEE市镇编码为33220。

## 政治
拉马克所属的省级选区为南梅多克县。

## 人口

1962-2008年间人口变化图示

拉马克于2022年1月1日时的人口数量为1335人。